# استفن کبیر - واسلویی ۱۴۷۵
استفن کبیر - واسلویی ۱۴۷۵ (رومانیایی: Ștefan cel Mare - Vaslui 1475) یک فیلم زندگی‌نامه‌ای به کارگردانی میرچئا دراگان است که در سال ۱۹۷۵ منتشر شد.

## بازیگران
- گئورگه کوزوریچی در نقش استفن سوم مولدووا
- گئورگه دینیکا در نقش محمد دوم
- ویولتا آندری
- یوریه داریه
- سباستیان پاپایانی
- امانوئل پتروتس
- فلورین پی‌یرسیک
- جورجه موتویی
- کولئا رائوتو
- دینا کوچئا
- ارنست مافتی
- والنتین پلاتارئانو
- جورجه پائول آورام
- ژان لورین فلورسکو
- تودورل پوپا
- دراگا اولتانو ماتئی
- نوکو پائونسکو
- گئورگه شیمونکا
- مارچل آنگلسکو
- شربان کانتاکوزینو